# Zimiromus hortenciae
Zimiromus hortenciae är en spindelart som beskrevs av Buckup och Antonio D. Brescovit 1993. Zimiromus hortenciae ingår i släktet Zimiromus och familjen plattbuksspindlar. Inga underarter finns listade i Catalogue of Life.